# Starcraft II: Legacy of the Void
Starcraft II: Legacy of the Void är ett fristående expansionspaket till realtidsstrategispelet Starcraft II: Wings of Liberty, och den tredje delen av Starcraft II-trilogin utvecklat av Blizzard Entertainment. Spelet släpptes den 10 november 2015.
Expansionen innehåller ytterligare enheter och multiplayer-förändringar från Heart of the Swarm, samt en fortsatt kampanj som fokuserar på den utomjordiska rasen Protoss. Kampanjen fokuserar på Artanis som dess huvudperson. Blizzard lanserade en betaversion för testning av spelet via inbjudning den 31 mars 2015.
Förbokningen av spelet tillkännagavs och gjordes tillgängligt för köp på Battle.net och i stora spel återförsäljare den 15 juli 2015. De som förbokade spelet får omedelbar tillgång till multiplayer-betan och en uppsättning av 3 prologuppdrag under namnet Whispers av Oblivion, som också gjordes tillgängligt för alla spelare efter Starcraft II: Heart of Swarm 3.0-uppdatering den 6 oktober 2015. 

## Röstskådespelare
- Patrick Seitz - Artanis
- Fred Tatasciore - Zeratul
- Cree Summer - Selendis
- Robert Clotworthy - Jim Raynor
- Brian Bloom - Matt Horner
- Josh Keaton - Valerian Mengsk
- Tricia Helfer - Sarah Kerrigan
- Rick D. Wasserman - Amon